# Vicentin
Le Vicentin (en italien : Vicentino) ou, en forme longue, le Territoire vicentin (Territorio vicentino) est une ancienne subdivision de la république de Venise. Sa capitale était Vicence (Vicenza).
Il était limité :
- au sud-ouest, par le Véronais et le Colognèse ;
- au sud-est, par le Padouan et le Bassanèse.

Il comprenait, au nord, la Régence des Sept-Communes.